# Кенет Камерън
Кенет Доналд Камерън (на английски: Kenneth Donald Cameron) е американски инженер, тест пилот и астронавт от НАСА, участник в 3 космически полета.

## Образование
Кенет Камерън завършва колежа Rocky River High School в Охайо през 1967 г. През 1978 г. получава бакалавърска степен по аеронавтика и астронавтика от Масачузетски технологичен институт, Кеймбридж, Масачузетс. През 1979 г. става магистър по същата специалност в същото висше училище. През 2002 г. завършва втора магистратура по бизнес администрация в Мичигански щатски университет, Мичиган. Владее перфектно виетнамски и руски език.

## Военна кариера
Кенет Камерън постъпва на служба в USMC през 1970 г. След едногодишен интензивен курс по виетнамски език заминава за Виетнам. Назначен е за командир на разузнавателен взвод към 1-ви батальон на 5-а дивизия на USMC. През 1972 г. се завръща в САЩ и започва летателна подготовка в Пенсакола, Флорида. През 1973 г. става пилот в USMC. В продължение на малко повече от година служи в Ивакуни, префектура Ямагучи, Япония като пилот на щурмови самолет A-4 Скайхок от състава на 12-а авиогрупа на USMC. През 1983 г. завършва школа за тест пилоти. Започва работа по изпитанията на новия изтребител на флота F-18 Хорнет. В кариерата си има повече от 4000 полетни часа на 48 различни типа самолети.

## Служба в НАСА
Кенет Камерън е избран за астронавт от НАСА на 23 май 1984 г., Астронавтска група №10. Първите си назначения получава като CAPCOM офицер на мисиите STS-28, STS-29, STS-30, STS-33 и STS-34. Той е взел участие в 3 космически полета и има 561 часа в космоса.

### Полети
| Космически полети на Кенет Доналд Камерън                        | Космически полети на Кенет Доналд Камерън | Космически полети на Кенет Доналд Камерън | Космически полети на Кенет Доналд Камерън | Космически полети на Кенет Доналд Камерън | Космически полети на Кенет Доналд Камерън | Космически полети на Кенет Доналд Камерън |
| №                                                                | Дата                                      | КК                                        | Емблема на мисията                        | Функции                                   | Продължителност                           |                                           |
| ---------------------------------------------------------------- | ----------------------------------------- | ----------------------------------------- | ----------------------------------------- | ----------------------------------------- | ----------------------------------------- | ----------------------------------------- |
| 1                                                                | 5 април 1991                              | „Атлантис“, мисия STS-37                  |                                           | Пилот                                     | 5 денонощия 23 часа 32 мин. 44 сек.       |                                           |
| 2                                                                | 8 април 1993                              | „Дискавъри“, мисия STS-56                 |                                           | Командир                                  | 9 денонощия 06 часа 08 мин. 24 сек.       |                                           |
| 3                                                                | 12 ноември 1995                           | „Атлантис“, мисия STS-74                  |                                           | Командир                                  | 8 денонощия 04 часа 31 мин. 42 сек.       |                                           |
| Сумарно време в космоса – 23 денонощия 10 часа 11 минути 50 сек. |                                           |                                           |                                           |                                           |                                           |                                           |

## След НАСА
След като напуска НАСА, К. Камерън започва работа в Дженеръл Мотърс като изпълнителен директор по операциите. През септември 1997 г. е преместен на същата длъжност в СААБ и работи в Швеция повече от 5 години. Той е генерален мениджър на модела Saab 9 – 3.

## Завръщане в НАСА
През октомври 2003 г. Кенет Камерън се завръща в НАСА и започва работа в научния център Лангли, Хамптън, Вирджиния.

## Награди
- Легион за заслуги;
- Медал за отлична служба;
- Летателен кръст за заслуги (2);
- Медал за похвала;
- Медал за бойни действия;
- Медал на НАСА за изключително лидерство;
- Медал на НАСА за изключителни постижения;
- Медал на НАСА за участие в космически полет (3).